# Substytucja (psychologia)
Substytucja (od łac. substituere – „podstawić”) – jeden z mechanizmów obronnych znanych w psychologii.
Jest to zastępowanie nieosiągalnych celów celami łatwiejszymi, zmiana obiektu, na który skierowany jest popęd. Istnieją dwie główne formy substytucji: sublimacja i kompensacja.
Przykład: Osoba bojąca się stałego związku angażuje się w drobne flirty.
Zjawisko znane również jako przeniesienie.